# Julien Nkoghe Bekale
Julien Nkoghé Békalé (ur. 23 sierpnia 1958 w Libreville) – gaboński polityk, kilkukrotny minister, od 15 stycznia 2019 premier Gabonu do 16 lipca 2020.

## Życiorys
Urodził się najprawdopodobniej w 1958. Swoją karierę polityczną związał z Gabońską Partią Demokratyczną, był wielokrotnie wybierany z jej ramienia do parlamentu. Za rządów Omara i Alego Bongo Ondimby sprawował funkcję ministra ropy, gazu i węglowodorów (2009–2011), transportu i wyposażenia (od 2011) oraz pracy i rzemiosła (od 2018).
12 stycznia 2019 został mianowany premierem po tym, jak wojsko usiłowało dokonać zamachu stanu podczas nieobecności prezydenta Alego Bongo Ondingo, przebywającego na leczeniu w Rabacie. Jego nominacja miała na celu uspokojenie nastrojów społecznych (skład rządu pozostał niezmienny); zbiegła się także  w czasie z powołaniem nowego parlamentu.